# Ruhot
Ruhot en albanais et Ruhot en serbe latin (en serbe cyrillique : Рухот) est une localité du Kosovo située dans la commune/municipalité de Pejë/Peć et dans le district de Pejë/Peć. Selon le recensement kosovar de 2011, elle compte 512 habitants, tous albanais.
Le village est également connu sous le nom albanais de Ruhotë.

## Histoire
La mosquée de Ruhot est proposée pour une inscription sur la liste des monuments culturels du Kosovo.

## Démographie

### Évolution historique de la population dans la localité
| 1948 | 1953 | 1961 | 1971 | 1981 | 1991 | 2011 |
| ---- | ---- | ---- | ---- | ---- | ---- | ---- |
| 502  | 515  | 550  | 703  | 782  | 722  | 512  |

|  |